# Стадниця (селище)
Стадниця — селище в Україні, у Звенигородському районі Черкаської області, у складі Вільшанської селищної громади. Населення — 45 чоловік (на 2001 рік).
Село офіційно вимерло у 2020-х роках.[джерело?]

## Історія
- Село постраждало внаслідок геноциду українського народу, проведеного окупаційним урядом СРСР 1923-1933 та 1946-1947 роках.